# Bryncrug
Bryncrug ou Bryn-crug est un village et une communauté du Gwynedd, au pays de Galles.

## Géographie
Bryncrug est situé dans le sud du Gwynedd, dans le comté historique du Merionethshire. Il se trouve à 3 km au nord-est de la ville de Tywyn sur la route A493 (en). Il est traversé par la Fathew (en), un affluent de la Dysynni (en).

## Démographie
Au recensement de 2011, la communauté de Bryncrug comptait 622 habitants.